# Generální guvernér Austrálie
Generální guvernér Austrálie (anglicky Governor-General of the Commonwealth of Australia) je oficiální zástupce krále Karla III. v Austrálii, který je hlavou státu. Nový generální guvernér je jmenován panovníkem na návrh premiéra Austrálie. Generální guvernér je také hlavou Teritoria hlavního města Austrálie.

## Seznam generálních guvernérů Austrálie
V 19. století vykonávali správu Austrálie guvernéři jednotlivých provincií (Jižní Austrálie, Nový Jižní Wales, Queensland, Tasmánie, Victoria, Západní Austrálie). Centrální správa kontinentu byla zřízena vyhlášením Australského svazu a vydáním ústavy v roce 1900. Tehdy byla zřízena funkce generálního guvernéra, který je dosud zároveň vrchním velitelem australské armády. Prvním generálním guvernérem byl od 1. ledna 1901 lord Hopetoun. V rámci stabilizace politických poměrů bylo již počátkem 20. století stanoveno nepsané pravidlo pětiletého funkčního období. Řada generálních guvernérů však z různých důvodů odstoupila dříve, naopak v době první a druhé světové války byl mandát stávajícím guvernérům prodloužen. Posledním Angličanem ve funkci byl vikomt De L'Isle v letech 1961–1965, od té doby jsou generálními guvernéry výhradně rodilí Australané. První ženou ve funkci byla v letech 2008–2014 Quentin Bryceová.
| Jméno                                        | Foto | Nástup do funkce  | Konec funkce      | Životní data |
| -------------------------------------------- | ---- | ----------------- | ----------------- | ------------ |
| John Adrian Hope, 7. hrabě z Hopetounu       |      | 1. ledna 1901     | 17. července 1902 | 1860–1908    |
| Hallam Tennyson, 2. baron Tennyson           |      | 9. ledna 1903     | 21. ledna 1904    | 1852–1928    |
| Henry Stafford Northcote, 1. baron Northcote |      | 21. ledna 1904    | 9. září 1908      | 1846–1911    |
| William Humble Ward, 2. hrabě Dudley         |      | 9. září 1908      | 31. července 1911 | 1867–1932    |
| Thomas Denman, 3. baron Denman               |      | 31. července 1911 | 18. května 1914   | 1874–1954    |
| Sir Ronald Munro–Ferguson                    |      | 18. května 1914   | 6. října 1920     | 1860–1934    |
| Henry William Forster, 1. baron Forster      |      | 6. října 1920     | 8. října 1925     | 1866–1936    |
| John Baird, 1. baron Stonehaven              |      | 8. října 1925     | 2. října 1930     | 1874–1941    |
| Sir Isaac Isaacs                             |      | 21. ledna 1931    | 23. ledna 1936    | 1855–1948    |
| Alexander Hore–Ruthven, 1. baron Gowrie      |      | 23. ledna 1936    | 30. ledna 1945    | 1872–1955    |
| princ Henry, vévoda z Gloucesteru            |      | 30. ledna 1945    | 11. března 1947   | 1900–1974    |
| Sir William John McKell                      |      | 11. března 1947   | 8. května 1953    | 1891–1985    |
| polní maršál Sir William Joseph Slim         |      | 8. května 1953    | 2. února 1960     | 1891–1970    |
| William Morrison, 1. vikomt Dunrossil        |      | 2. února 1960     | 3. února 1961     | 1893–1961    |
| William Sidney, 1. vikomt De L'Isle          |      | 8. srpna 1961     | 7. května 1965    | 1909–1991    |
| Richard Casey, 1. baron Casey                |      | 7. května 1965    | 30. dubna 1969    | 1890–1976    |
| Sir Paul Hasluck                             |      | 30. dubna 1969    | 11. července 1974 | 1905–1993    |
| Sir John Kerr                                |      | 11. července 1974 | 8. prosince 1977  | 1914–1991    |
| Sir Zelman Cowen                             |      | 8. prosince 1977  | 29. července 1982 | 1919–2011    |
| Sir Ninian Stephen                           |      | 29. července 1982 | 16. února 1989    | 1923–2017    |
| Bill Hayden                                  |      | 16. února 1989    | 16. února 1996    | 1933–        |
| Sir William Deane                            |      | 16. února 1996    | 29. června 2001   | 1931–        |
| Peter Hollingworth                           |      | 29. června 2001   | 28. května 2003   | 1935–        |
| Generálmajor Michael Jeffery                 |      | 28. května 2003   | 5. září 2008      | 1937–2020    |
| Dame Quentin Bryceová                        |      | 5. září 2008      | 28. března 2014   | 1942–        |
| Generál Sir Peter Cosgrove                   |      | 28. března 2014   | 1. července 2019  | 1947–        |
| Generál David Hurley                         |      | 1. července 2019  | 1. července 2024  | 1953–        |
| Sam Mostyn                                   |      | 1. července 2024  |                   | 1965–        |